# Elderwood (California)
Elderwood es un área no incorporada ubicada en el condado de Tulare en el estado estadounidense de California.

## Geografía
Elderwood se encuentra ubicada en las coordenadas 36°28′18″N 119°7′20″O / 36.47167, -119.12222.